# Episodi di Satisfaction (prima stagione)
La prima stagione della serie televisiva Satisfaction è stata trasmessa in Australia dal 5 dicembre 2007 al 30 gennaio 2008 su Showtime Australia.
In Italia la stagione è andata in onda dal 1º febbraio al 5 aprile 2009 su Fox Life. In chiaro è stata trasmessa dal 15 giugno al 17 agosto 2010 su Cielo.
| nº | Titolo originale | Titolo italiano           | Prima TV Australia | Prima TV Italia  |
| -- | ---------------- | ------------------------- | ------------------ | ---------------- |
| 1  | Running Girl     | Il cliente fisso          | 5 dicembre 2007    | 1º febbraio 2009 |
| 2  | Mrs. Hyde        | Le pillole della felicità | 5 dicembre 2007    | 8 febbraio 2009  |
| 3  | Jizz             | Cercasi donatore          | 12 dicembre 2007   | 15 febbraio 2009 |
| 4  | Lauren Rising    | La principiante           | 19 dicembre 2007   | 22 febbraio 2009 |
| 5  | Truth            | Scomode verità            | 26 dicembre 2007   | 1º marzo 2009    |
| 6  | Family           | Scuola di sesso           | 2 gennaio 2008     | 8 marzo 2009     |
| 7  | Rubber Dubber    | Una vecchia fiamma        | 9 gennaio 2008     | 15 marzo 2009    |
| 8  | Zipless          | Sesso occasionale         | 16 gennaio 2008    | 22 marzo 2009    |
| 9  | Paying for It    | I debiti si pagano        | 23 gennaio 2008    | 29 marzo 2009    |
| 10 | Slaying the Goat | Il valore delle cose      | 30 gennaio 2008    | 5 aprile 2009    |